# Rallye du Mexique 2011
Le Rallye du Mexique 2011 est le 2e rallye du Championnat du monde des rallyes 2011.

## Résultats

### Classement final
| Rang              | Pilote             | Copilote            | Numéro            | Voiture            | Écurie                   | Temps             | Écart             | Points            |
| Toutes catégories | Toutes catégories  | Toutes catégories   | Toutes catégories | Toutes catégories  | Toutes catégories        | Toutes catégories | Toutes catégories | Toutes catégories |
| ----------------- | ------------------ | ------------------- | ----------------- | ------------------ | ------------------------ | ----------------- | ----------------- | ----------------- |
| 1.                | Sébastien Loeb     | Daniel Elena        | 1                 | Citroën DS3 WRC    | Citroën Total WRT        | 3 h 53 min 17 s 0 |                   | 27 = 25 + 2*      |
| 2.                | Mikko Hirvonen     | Jarmo Lehtinen      | 3                 | Ford Fiesta RS WRC | Ford Abu Dhabi WRT       | 3 h 54 min 55 s 4 | 1 min 38 s 4      | 21 = 18 + 3*      |
| 3.                | Jari-Matti Latvala | Miikka Anttila      | 4                 | Ford Fiesta RS WRC | Ford Abu Dhabi WRT       | 3 h 55 min 40 s 9 | 2 min 23 s 9      | 15                |
| 4.                | Petter Solberg     | Chris Patterson     | 11                | Citroën DS3 WRC    | Petter Solberg WRT       | 4 h 00 min 55 s 4 | 7 min 38 s 4      | 13 = 12 + 1*      |
| 5.                | Mads Østberg       | Jonas Andersson     | 6                 | Ford Fiesta RS WRC | M-Sport Stobart Ford WRT | 4 h 02 min 00 s 5 | 8 min 43 s 5      | 10                |
| 6.                | Henning Solberg    | Ilka Minor          | 5                 | Ford Fiesta RS WRC | M-Sport Stobart Ford WRT | 4 h 04 min 27 s 0 | 11 min 10 s 0     | 8                 |
| 7.                | Martin Prokop      | Jan Tománek         | 21                | Ford Fiesta S2000  | Czech Ford National Team | 4 h 06 min 52 s 0 | 13 min 35 s 0     | 6                 |
| 8.                | Juho Hänninen      | Mikko Markkula (fi) | 25                | Škoda Fabia S2000  | Red Bull Škoda           | 4 h 08 min 05 s 7 | 14 min 48 s 7     | 4                 |
| 9                 | Federico Villagra  | Jorge Pérez Companc | 7                 | Ford Fiesta RS WRC | Munchi's Ford WRT        | 4 h 41 min 34 s 2 | 48 min 17 s 2     | 2                 |
| 10.               | Ott Tänak          | Kuldar Sikk         | 22                | Ford Fiesta S2000  | Ott Tänak                | 4 h 46 min 59 s 8 | 53 min 42 s 8     | 1                 |
| SWRC              |                    |                     |                   |                    |                          |                   |                   |                   |
| 1.(7)             | Martin Prokop      | Jan Tománek         | 21                | Ford Fiesta S2000  | Czech Ford National Team | 4 h 06 min 52 s 0 |                   |                   |

* : points attribués dans la spéciale télévisée

### Spéciales chronométrées
| Étape          | Spéciale | Heure   | Nom                | Distance | Vainqueur          | Temps         | Leader          |
| -------------- | -------- | ------- | ------------------ | -------- | ------------------ | ------------- | --------------- |
| 1re (3-4 mars) | ES1      | 20 h 06 | rues de Guanajuato | 2,17 km  | Petter Solberg     | 53 s 2        | Petter Solberg  |
| 1re (3-4 mars) | ES2      | 08 h 43 | Alfaro 1           | 26,01 km | Sébastien Ogier    | 15 min 30 s 7 | Sébastien Ogier |
| 1re (3-4 mars) | ES3      | 10 h 16 | Ortega 1           | 23,83 km | Sébastien Ogier    | 13 min 58 s 5 | Sébastien Ogier |
| 1re (3-4 mars) | ES4      | 11 h 04 | El Cubilete 1      | 18,87 km | Sébastien Loeb     | 11 min 42 s 1 | Sébastien Ogier |
| 1re (3-4 mars) | ES5      | 12 h 12 | rues de Leon 1     | 1,50 km  | Sébastien Loeb     | 1 min 17 s 4  | Sébastien Loeb  |
| 1re (3-4 mars) | ES6      | 13 h 47 | Alfaro 2           | 26,01 km | Sébastien Ogier    | 15 min 16 s 6 | Sébastien Ogier |
| 1re (3-4 mars) | ES7      | 15 h 20 | Ortega 2           | 23,83 km | Sébastien Ogier    | 13 min 48 s 0 | Sébastien Ogier |
| 1re (3-4 mars) | ES8      | 16 h 08 | El Cubilete 2      | 18,87 km | Sébastien Loeb     | 11 min 33 s 9 | Sébastien Ogier |
| 1re (3-4 mars) | ES9      | 19 h 45 | Super spéciale 1   | 2,21 km  | Sébastien Loeb     | 1 min 29 s 7  | Sébastien Ogier |
| 1re (3-4 mars) | ES10     | 19 h 50 | Super spéciale 2   | 2,21 km  | Sébastien Ogier    | 1 min 37 s 9  | Sébastien Ogier |
| 2e (5 mars)    | ES11     | 08 h 54 | Ibarila 1          | 29,90 km | Sébastien Loeb     | 18 min 25 s 8 | Sébastien Loeb  |
| 2e (5 mars)    | ES12     | 10 h 17 | Duarte 1           | 23,27 km | Petter Solberg     | 17 min 57 s 8 | Sébastien Loeb  |
| 2e (5 mars)    | ES13     | 11 h 08 | Derramadero 1      | 23,28 km | Petter Solberg     | 13 min 58 s 7 | Sébastien Loeb  |
| 2e (5 mars)    | ES14     | 12 h 11 | rues de Leon 2     | 1,50 km  | Sébastien Loeb     | 1 min 16 s 9  | Sébastien Loeb  |
| 2e (5 mars)    | ES15     | 13 h 57 | Ibarila 2          | 29,90 km | Petter Solberg     | 18 min 11 s 8 | Sébastien Ogier |
| 2e (5 mars)    | ES16     | 15 h 20 | Duarte 2           | 23,27 km | Petter Solberg     | 17 min 34 s 2 | Sébastien Ogier |
| 2e (5 mars)    | ES17     | 16 h 11 | Ibarrilla 2        | 2,21 km  | Jari-Matti Latvala | 13 min 49 s 7 | Sébastien Ogier |
| 2e (5 mars)    | ES18     | 19 h 43 | Super spéciale 3   | 2,21 km  | Sébastien Loeb     | 1 min 38 s 4  | Sébastien Ogier |
| 2e (5 mars)    | ES19     | 19 h 48 | Super spéciale 4   | 2,21 km  | Sébastien Loeb     | 1 min 37 s 0  | Sébastien Ogier |
| 3e (6 mars)    | ES20     | 08 h 28 | Guanajuatito       | 35,48 km | Sébastien Loeb     | 20 min 10 s 2 | Sébastien Loeb  |
| 3e (6 mars)    | ES21     | 09 h 51 | Comanjilla         | 25,06 km | Jari-Matti Latvala | 15 min 11 s 3 | Sébastien Loeb  |
| 3e (6 mars)    | ES22     | 11 h 06 | Arperos *          | 10,32 km | Mikko Hirvonen     | 4 min 40 s 4  | Sébastien Loeb  |

* : spéciale télévisée attribuant des points aux trois premiers pilotes

## Classements au championnat après l'épreuve

### Classement des pilotes
Selon le système de points en vigueur, les 10 premiers équipages remportent des points, 25 points pour le premier, puis 18, 15, 12, 10, 8, 6, 4, 2 et 1.
| Rang | Pilote               | Rallyes | Rallyes | Rallyes | Rallyes | Rallyes | Rallyes | Rallyes | Rallyes | Rallyes | Rallyes | Rallyes | Rallyes | Rallyes | Total points |
| Rang | Pilote               | SUE     | MEX     | POR     | JOR     | ITA     | ARG     | GRE     | FIN     | GER     | AUS     | FRA     | ESP     | GBR     | Total points |
| ---- | -------------------- | ------- | ------- | ------- | ------- | ------- | ------- | ------- | ------- | ------- | ------- | ------- | ------- | ------- | ------------ |
| 1er  | Mikko Hirvonen       | 25      | 213     | -       | -       | -       | -       | -       | -       | -       | -       | -       | -       | -       | 46           |
| 2e   | Sébastien Loeb       | 102     | 272     | -       | -       | -       | -       | -       | -       | -       | -       | -       | -       | -       | 37           |
| 3e   | Jari-Matti Latvala   | 161     | 15      | -       | -       | -       | -       | -       | -       | -       | -       | -       | -       | -       | 31           |
| 4e   | Mads Østberg         | 18      | 10      | -       | -       | -       | -       | -       | -       | -       | -       | -       | -       | -       | 28           |
| 5e   | Petter Solberg       | 10      | 131     | -       | -       | -       | -       | -       | -       | -       | -       | -       | -       | -       | 23           |
| 6e   | Sébastien Ogier      | 153     | Ab.     | -       | -       | -       | -       | -       | -       | -       | -       | -       | -       | -       | 15           |
| 7e   | Henning Solberg      | Ab.     | 8       | -       | -       | -       | -       | -       | -       | -       | -       | -       | -       | -       | 8            |
| 8e   | Per-Gunnar Andersson | 6       | -       | -       | -       | -       | -       | -       | -       | -       | -       | -       | -       | -       | 6            |
| 8e   | Martin Prokop        | 0       | 6       | -       | -       | -       | -       | -       | -       | -       | -       | -       | -       | -       | 6            |
| 10e  | Kimi Räikkönen       | 4       | -       | -       | -       | -       | -       | -       | -       | -       | -       | -       | -       | -       | 4            |
| 10e  | Juho Hänninen        | -       | 4       | -       | -       | -       | -       | -       | -       | -       | -       | -       | -       | -       | 4            |
| 12e  | Matthew Wilson       | 2       | Ab.     | -       | -       | -       | -       | -       | -       | -       | -       | -       | -       | -       | 2            |
| 12e  | Federico Villagra    | -       | 2       | -       | -       | -       | -       | -       | -       | -       | -       | -       | -       | -       | 2            |
| 14e  | Khalid Al Qassimi    | 1       | -       | -       | -       | -       | -       | -       | -       | -       | -       | -       | -       | -       | 1            |
| 14e  | Ott Tänak            | -       | 1       | -       | -       | -       | -       | -       | -       | -       | -       | -       | -       | -       | 1            |

| Couleur | Résultat                                                         |
| ------- | ---------------------------------------------------------------- |
| Or      | Vainqueur                                                        |
| Argent  | 2e place                                                         |
| Bronze  | 3e place                                                         |
| Vert    | Classé, dans les points                                          |
| Bleu    | Classé, hors des points Non classé (Nc.)                         |
| Mauve   | Abandon (Ab.) Retrait (Re.)                                      |
| Noir    | Disqualifié (Dq.)                                                |
| Blanc   | N'a pas pris le départ (Np.) Forfait (Forf.) Épreuve annulée (A) |
| Aucune  | N'a pas participé (-)                                            |

3, 2, 1 : y compris les 3, 2 et 1 points attribués aux trois premiers de la spéciale télévisée (power stage).

### Classement des constructeurs
| Rang | Équipe                   | Rallyes | Rallyes | Rallyes | Rallyes | Rallyes | Rallyes | Rallyes | Rallyes | Rallyes | Rallyes | Rallyes | Rallyes | Rallyes | Total points |
| Rang | Équipe                   | SUE     | MEX     | POR     | JOR     | ITA     | ARG     | GRE     | FIN     | GER     | AUS     | FRA     | ESP     | GBR     | Total points |
| ---- | ------------------------ | ------- | ------- | ------- | ------- | ------- | ------- | ------- | ------- | ------- | ------- | ------- | ------- | ------- | ------------ |
| 1er  | Ford Abu Dhabi WRT       | 40      | 33      | -       | -       | -       | -       | -       | -       | -       | -       | -       | -       | -       | 73           |
| 2e   | Citroën Total WRT        | 22      | 25      | -       | -       | -       | -       | -       | -       | -       | -       | -       | -       | -       | 47           |
| 3e   | M-Sport Stobart Ford WRT | 18      | 18      | -       | -       | -       | -       | -       | -       | -       | -       | -       | -       | -       | 36           |
| 4e   | Petter Solberg WRT       | -       | 12      | -       | -       | -       | -       | -       | -       | -       | -       | -       | -       | -       | 12           |
| 5e   | Ice 1 Racing             | 8       | -       | -       | -       | -       | -       | -       | -       | -       | -       | -       | -       | -       | 8            |
| 6e   | Team Abu Dhabi           | 6       | -       | -       | -       | -       | -       | -       | -       | -       | -       | -       | -       | -       | 6            |
| 7e   | Monster WRT              | 2       | 4       | -       | -       | -       | -       | -       | -       | -       | -       | -       | -       | -       | 6            |
| 8e   | Munchi's Ford WRT        | -       | 6       | -       | -       | -       | -       | -       | -       | -       | -       | -       | -       | -       | 6            |
| 9e   | FERM Power Tools WRT     | 4       | 0       | -       | -       | -       | -       | -       | -       | -       | -       | -       | -       | -       | 4            |